# Département des sombres projets
Le Département des sombres projets (DSP) est un éditeur français de jeux de rôle.
Pour leurs jeux, ils ont développé le choose your dice system (CYD).

## Publications
Wasteland : Les Terres gâchées
- Wasteland (livre de base, 2011) ;
- L'Écran de jeu (2011) ;
- Kit de démonstration (2012) ;
- Le Chemin des Cendres (2011) ;
- Les Chants du Labyrinthe (2012) ;
- Good Old Ingland (2014) ;
- Rouge Horizon (2016).

Mournblade
Jeu tiré du cycle d'Elric de Michael Moorcock.
- Mournblade (livre de base, 2012) ;
- Boîte-Écran (2013) ;
- L'Œil du sorcier (supplément de règles et de contexte sur la magie, 2014) ;
- Kit de Découverte (2015) ;
- Les Seigneurs d'En-Haut (suppléments de contexte sur la loi, le chaos et le conflit éternel, 2015).
- Encyclopédie des Jeunes Royaumes : Argimiliar, le Pays du Roi Fou

Jeu de rôle magazine
Le Département des sombres projets édite et publie Jeu de rôle magazine (JdR Mag') depuis 2014.
Les Héritiers : Aventures féériques à la Belle Époque.
[projet financé avec succès en avril 2020 via la plateforme Ulule]
- Les Héritiers : Aventures Féériques à la Belle Epoque (livre de base, 2021)
- Arcanes & Faux-Semblants (livre du maître de jeu, 2021)
- Les Héritiers - Coffret Deluxe (2021) comprenant : 
  - le livre de base
  - le livre du maître de jeu
- Machines & Merveilles (2021)
- Londres 1900 (2021)
- Pékin à fées et à sang (2021)
- Les objets aventureux (2021) comprenant :
  - Drogues délicieuses & poisons effroyables
  - Un livret pour les Doctes
  - écran du maître de jeu (décor bataille aérienne)
  - lot de 3 cartes recto-verso (Paris en 1900, l'Europe & Avalon)
- Les Rêveurs (2021) comprenant :
  - écran du maître de jeu  (décor Rêve du grand Dragon)
  - carnet du joueur x5
- Figures des Ombres (12 fiches de personnages importants du jeu, 2021)
- Pré-tirés "Des Héritiers" (12 fiches, 2021)
- Carnets des Quatre Saisons (compilation de suppléments débloqués au format .pdf lors du financement, 2023)